# Gertrud (pjäs)

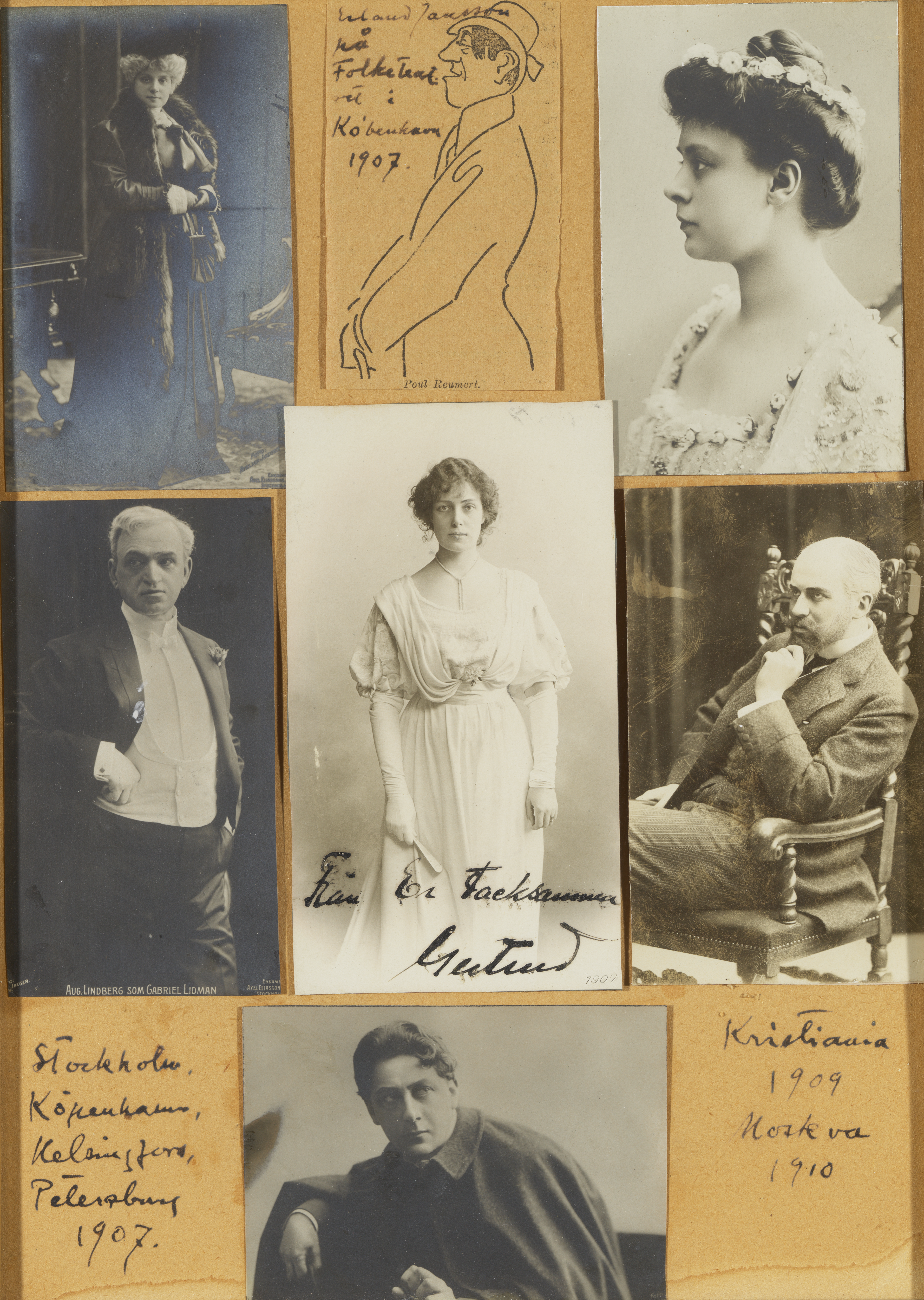
Fotocollage med skådespelare som medverkade i pjäsen Gertrud när den uppfördes på Thielska galleriet.

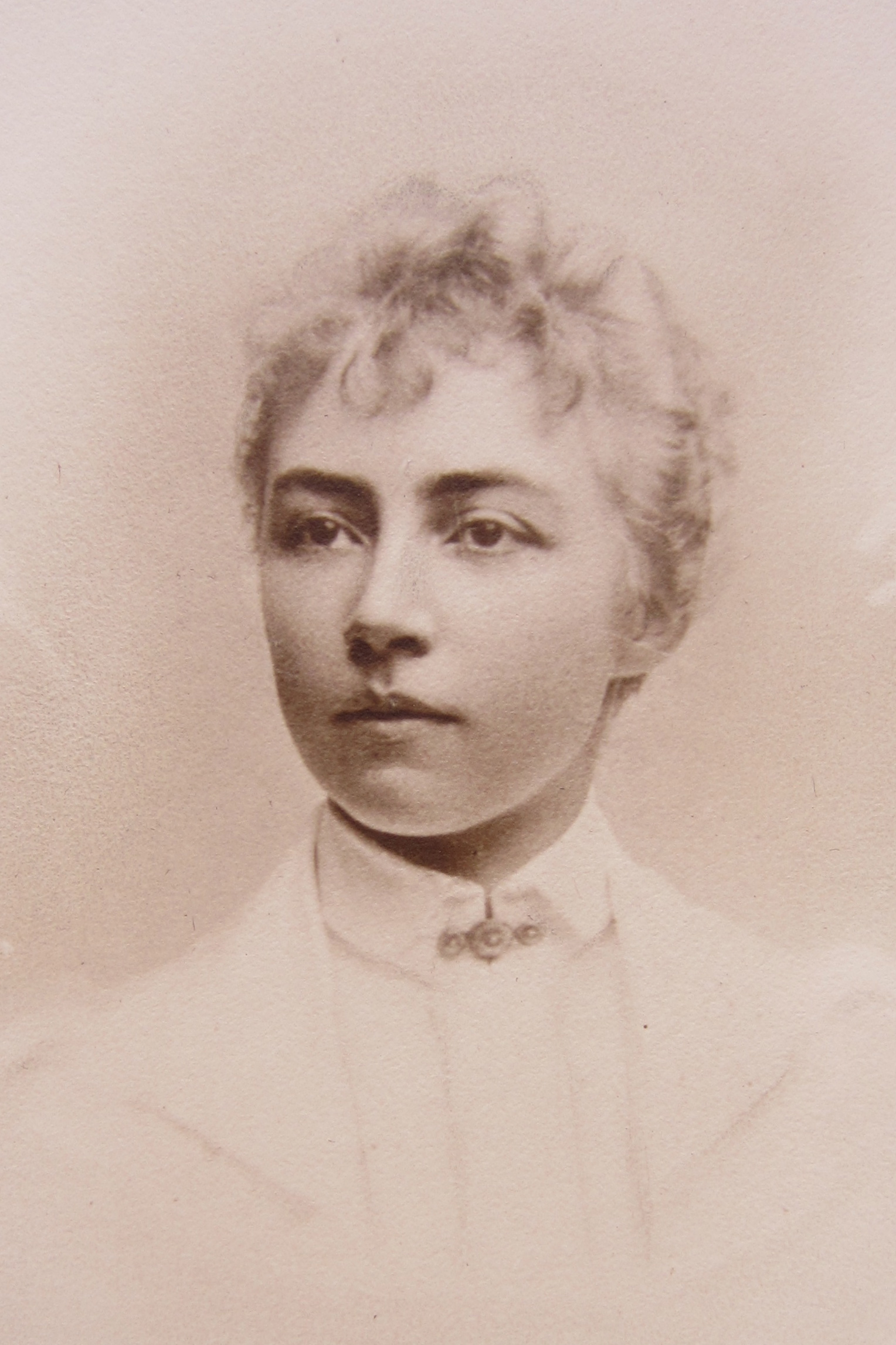
Maria von Platen var förebild till huvudpersonen Gertrud. Foto från Göteborgs universitetsbibliotek.

Gertrud är en pjäs av Hjalmar Söderberg skriven under sommaren 1906. Den uruppfördes på gamla Dramaten i februari 1907 med Gerda Lundequist i titelrollen. Hjalmar Söderberg skrev endast ett fåtal pjäser och Gertrud räknas som ett av hans främsta verk.

## Handling
Pjäsen är ett drama och består av tre akter. Första akten börjar i Gustaf Kannings arbetsrum där hans hustru Gertrud har något att berätta; att hon tänker lämna honom...
Från pjäsen kommer det välkända citatet: Jag tror på köttets lust och själens obotliga ensamhet.
Enligt författaren själv är statsrådet Kanning inspirerad av juristen och riksdagsledamoten Hugo Hamilton vars lustiga prat denne hade råkat lyssna till på ett kafé.

## Personer
- Gertrud
- Gustaf Kanning
- Gabriel Lidman
- Professorskan Kanning
- Erland Jansson
- Skepnaden

## Kända uppsättningar
- 1907 års originaluppsättning på Dramaten med Gerda Lundequist som Gertrud. (Premiär: 1907-02-13).
- 1953 års Dramaten-uppsättning med Eva Dahlbeck som Gertrud, Holger Löwenadler som Kanning, Gunnar Hellström som Erland Jansson och Anders Henrikson som Lidman (Premiär: 1953-11-13).
- SVT Dramas uppsättning från 1999 i regi av Ulla Gottlieb med Marie Richardson som Gertrud, Johan Rabaeus som Kanning, Krister Henriksson som Lidman och Mona Malm som professorskan Kanning.

## Filmatisering
- Gertrud, 1964, av regissören Carl Theodor Dreyer.